# Ганс Вольтер
Ганс Вольтер (11 травня 1911 року в Драмбурзі - 17 серпня 1978 року в Марбурзі) - німецький фізик, який розробив апланатичну систему падаючих дзеркал, що задовольняла умову синуса Аббе (тобто була вільною від сферичної аберації та коми). Вольтер показав, що таку систему можна створити, використовуючи комбінацію параболоїда з вторинним гіперболоїдом або еліпсоїдом. Три найпростіші конструкції описані і відомі як телескопи Волтера типів I, II і III.

## Зовнішні посилання
- Системи рентгенівської візуалізації
- Телескопи Вольтера